# Суматра (Флорида)
Суматра (англ. Sumatra) — переписна місцевість (CDP) в США, в окрузі Ліберті штату Флорида. Населення — 187 осіб (2020).

## Географія
Суматра розташована за координатами 30°1′23″ пн. ш. 84°58′57″ зх. д. / 30.02306° пн. ш. 84.98250° зх. д. (30.022979, -84.982518).  За даними Бюро перепису населення США в 2010 році переписна місцевість мала площу 2,51 км², уся площа — суходіл.

## Демографія
Згідно з переписом 2010 року, у переписній місцевості мешкало 148 осіб у 60 домогосподарствах у складі 42 родин. Густота населення становила 59 осіб/км².  Було 120 помешкань (48/км²).
Расовий склад населення:
| - 98,6 % — білих |

До двох чи більше рас належало 1,4 %. Частка іспаномовних становила 2,0 % від усіх жителів.
За віковим діапазоном населення розподілялося таким чином: 25,7 % — особи молодші 18 років, 60,8 % — особи у віці 18—64 років, 13,5 % — особи у віці 65 років та старші. Медіана віку мешканця становила 39,3 року. На 100 осіб жіночої статі у переписній місцевості припадало 97,3 чоловіків;  на 100 жінок у віці від 18 років та старших — 96,4 чоловіків також старших 18 років.
Цивільне працевлаштоване населення становило 118 осіб. Основні галузі зайнятості: публічна адміністрація — 37,3 %, мистецтво, розваги та відпочинок — 28,8 %, науковці, спеціалісти, менеджери — 13,6 %, будівництво — 13,6 %.